# العلاقات التونسية الصربية
العلاقات التونسية الصربية هي العلاقات الثنائية التي تجمع بين تونس وصربيا.

## مقارنة بين البلدين
هذه مقارنة عامة ومرجعية للدولتين:
| وجه المقارنة                                              | تونس                                       | صربيا                                                      |
| --------------------------------------------------------- | ------------------------------------------ | ---------------------------------------------------------- |
| المساحة (كم2)                                             | 163.61 ألف                                 | 88.36 ألف                                                  |
| عدد السكان (نسمة)                                         | 11.53 مليون                                | 7.02 مليون                                                 |
| الكثافة السكانية (ن./كم²)                                 | 70.47                                      | 79.45                                                      |
| العاصمة                                                   | تونس                                       | بلغراد                                                     |
| اللغة الرسمية                                             | اللغة العربية                              | اللغة الصربية                                              |
| العملة                                                    | دينار تونسي                                | دينار صربي                                                 |
| الناتج المحلي الإجمالي (بليون دولار)                      | 40.26 مليار                                | 41.43 مليار                                                |
| الناتج المحلي الإجمالي (تعادل القوة الشرائية) بليون دولار | 129.05 مليار                               | 100.13 مليار                                               |
| الناتج المحلي الإجمالي الاسمي للفرد دولار أمريكي          | 3.87 ألف                                   | 5.24 ألف                                                   |
| الناتج المحلي الإجمالي للفرد دولار أمريكي                 | 11.44 ألف                                  | 13.59 ألف                                                  |
| مؤشر التنمية البشرية                                      | 0.721                                      | 0.771                                                      |
| رمز المكالمات الدولي                                      | +216                                       | +381                                                       |
| رمز الإنترنت                                              | .tn                                        | .rs، .срб ‏                                                 |
| المنطقة الزمنية                                           | ت ع م+01:00، توقيت وسط أوروبا، ت ع م+02:00 | توقيت وسط أوروبا، ت ع م+01:00، ت ع م+02:00، أوروبا/بلغراد ‏ |

## مدن متوأمة
في ما يلي قائمة باتفاقيات التوأمة بين مدن تونسية وصربية:
- ترتبط تونس مع بلغراد باتفاقية توأمة منذ 1999.

## منظمات دولية مشتركة
يشترك البلدان في عضوية مجموعة من المنظمات الدولية، منها:
| علم المنظمة | اسم المنظمة                               | تاريخ انضمام تونس | تاريخ انضمام صربيا |
| ----------- | ----------------------------------------- | ----------------- | ------------------ |
|             | يونسكو                                    | 8 نوفمبر 1956     | 20 ديسمبر 2000     |
|             | الفريق المعني برصد الأرض                  | ?                 | ?                  |
|             | مؤسسة التمويل الدولية                     | 25 يوليو 1962     | 25 فبراير 1993     |
|             | المركز الدولي لتسوية المنازعات الاستشارية | 14 أكتوبر 1966    | 8 يونيو 2007       |
|             | منظمة حظر الأسلحة الكيميائية              | ?                 | ?                  |
|             | مؤسسة التنمية الدولية                     | 30 ديسمبر 1960    | 25 فبراير 1993     |
|             | وكالة ضمان الاستثمار متعدد الأطراف        | 7 يونيو 1988      | 19 مارس 1993       |
|             | الاتحاد البريدي العالمي                   | ?                 | ?                  |
|             | الاتحاد الدولي للاتصالات                  | 14 ديسمبر 1956    | 1 يونيو 2001       |
|             | منظمة الشرطة الجنائية الدولية             | ?                 | ?                  |
|             | الأمم المتحدة                             | 12 نوفمبر 1956    | 1 نوفمبر 2000      |
|             | البنك الدولي للإنشاء والتعمير             | 14 أبريل 1958     | 25 فبراير 1993     |
|             | المنظمة الهيدروغرافية الدولية             | ?                 | ?                  |

## وصلات خارجية
- موقع وزارة الخارجية التونسية
- موقع وزارة الخارجية الصربية